# Rebecca Miller
Rebecca Augusta Miller, född 15 september 1962 i Roxbury i Connecticut, är en amerikansk regissör, manusförfattare och skådespelare.
Miller har skrivit och regisserat långfilmer som Personal Velocity: Three Portraits (2002) och Pippa Lees hemliga liv (2009). Hon har även skrivit manuset till Proof.
Rebecca Miller är dotter till dramatikern Arthur Miller och fotografen Inge Morath.
Hon träffade sin make, skådespelaren Daniel Day-Lewis, i samband med filminspelningen av hennes fars verk Häxjakten. Paret gifte sig 1996 och har två söner födda 1998 och 2002.

## Filmografi i urval
- 1987 – Mordet på Mary Phagan (skådespelare)
- 1991 – Fallet Henry (skådespelare)
- 1992 – Wind (skådespelare)
- 1992 – Lek till döds (skådespelare)
- 1993 – Konsten att göra en kassasuccé (skådespelare)
- 1994 – Mrs. Parker och den onda cirkeln (skådespelare)
- 1995 – Angela (regi och manus)
- 2002 – Personal Velocity: Three Portraits (regi och manus)
- 2005 – The Ballad of Jack and Rose (regi och manus)
- 2005 – Proof (manus)
- 2009 – Pippa Lees hemliga liv (regi och manus)
- 2015 – Maggie's Plan (regi, manus och produktion)